# Bawaadi
Bawaadi (auch: Bavadi) ist eine winzige Insel von Somalia. Sie gehört politisch zu Jubaland und geographisch zu den Bajuni-Inseln, einer Kette von Koralleninseln (Barriereinseln), welche sich von Kismaayo im Norden über 100 Kilometer bis zum Raas Kaambooni nahe der kenianischen Grenze erstreckt.

## Geographie
An dieser Stelle bildet das Saumriff mehrere hintereinanderliegende Riffkronen zum Meer hin aus. Die Insel liegt im Bereich der innersten Riffkrone. In der Umgebung liegen zahlreiche weitere Riffinselchen, unter anderen Kiwamooka, Kuwuubi und Bengadiine.

## Klima
Als Klima herrscht heißes Steppenklima mit Monsuneinfluss.